# William de Wiveleslie Abney

O efeito de Abney

Sir William de Wiveleslie Abney (Derby, 24 de julho de 1843 — Folkestone, 3 de dezembro de 1920) foi um químico britânico.

## Vida e obra
Abney trabalhou com os fundamentos químicos da fotografia, principalmente sobre fotos coloridas. Além disso contribuiu com a impressão em várias cores, a teoria das cores e sua visualização, bom como fotografia e fotometria astronômicas. 
Em 1878-1879 desenvolveu emulsões para fotografia instantânea e fotografia infravermelha. Descobriu, em 1880, a hidroquinona, um dos mais importantes líquidos para a revelação de fotografias.
Foi eleito membro da Royal Society em 1876, que lhe agraciou com a Medalha Rumford em 1882.